# St. Bartholomäus (Meerbeck)

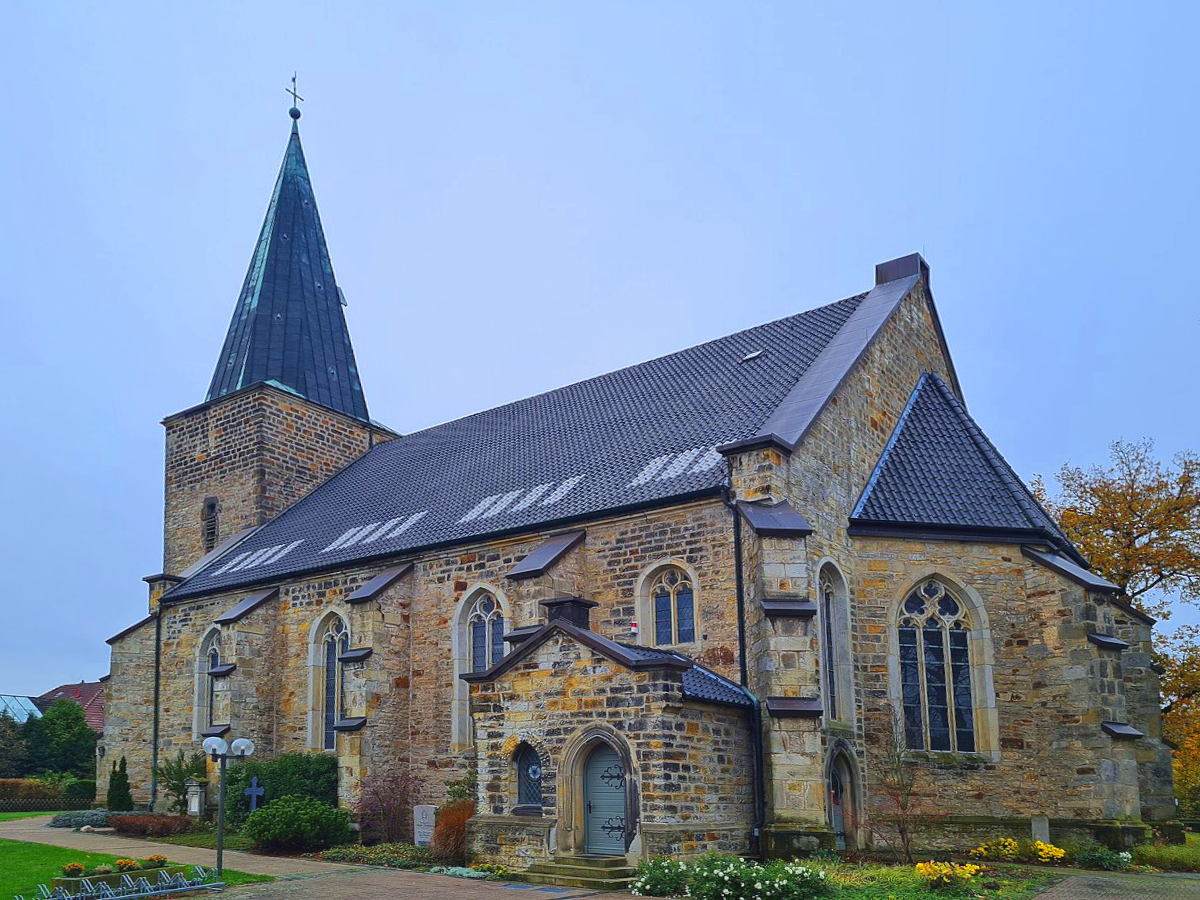

Die Bartholomäuskirche ist die evangelisch-lutherische Kirche von Meerbeck, einer Gemeinde in der Samtgemeinde Niedernwöhren im niedersächsischen Landkreis Schaumburg. Die dem Apostel Bartholomäus gewidmete Kirche gehört der Evangelisch-Lutherischen Landeskirche Schaumburg-Lippe an. Namensgeber der Kirche ist der Apostel Bartholomäus. 

## Geschichte
Der Ort Meerbeck ist erstmals 1013 anlässlich einer Güterübertragung des Paderborner Bischofs Meinwerk an das von ihm gegründete Abdinghofkloster in Paderborn belegt, in dessen Güterverzeichnis 1031 der Ort bereits mit seiner Kirche (merebeke cum ecclesia) belegt ist. Auf Veranlassung von Bischof Anno von Minden wurde die Meerbecker Kirche 1181 dem Stift Obernkirchen unterstellt. Mit der Einführung der Reformation in Schaumburg 1552 erhielt Meerbeck mit Hermann Konerding zugleich seinen ersten evangelischen Pfarrer.

## Architektur
Der älteste Teil des heutigen Kirchenbaus ist sein spätromanischer Westturm, in dessen Aufgang sich ein sekundär vermauertes Tympanon findet. An diesen schloss sich eine in den Jahren 1522 bis 1525 errichtete spätgotische Saalkirche an, von der die in drei Seiten des Sechsecks schließende Apsis erhalten ist. Eine über dem Nordportal angebrachte Steinplatte mit dem Wappenbild des Grafen Johann von Holstein-Schaumburg und der Inschrift Ano dmi M CCCC XXV belegt das Jahr der Fertigstellung.
In den Jahren 1898 und 1899 erfolgte ein einschneidender Umbau dieses mittelalterlichen Kirchenbaus, indem unter Beibehaltung von Turm und Apsis das dazwischenliegende Schiff niedergelegt und seine Umfassungsmauern nach außen verschoben neuerrichtet wurden. Anstelle der ursprünglichen Flachdecke der Kirche trat nun eine in den Dachraum erweiterte Faltdecke. In gleicher Weise wurde auch der Kirchturm erhöht und mit einem Spitzhelm versehen.
Das Innere wird von der trapezförmig ansteigenden Holzdecke und den zweigeschossigen Emporen bestimmt.

## Ausstattung
Hauptstück der Ausstattung ist der spätgotische Passionsaltar von 1525/30, der in Aufbau und Gestaltung mit den Altären der Stiftskirche St. Marien in Obernkirchen und Windheim verwandt ist.
Die Kanzel mit Evangelistendarstellungen wurde im ausgehenden 17. Jh. geschaffen. Die Brüstung der Westempore enthält die barocken Tafelbilder von Christus und den Zwölf Aposteln.
Bei den Wiederherstellungsarbeiten nach dem Ende des Dreißigjährigen Kriegs hatte die Kirche 1651 eine neue Orgel erhalten. Die nächste Orgel wurde im Jahre 1706, eine weitere im Jahre 1894 erbaut. Die jetzige Orgel wurde 1984 von der Berliner Orgelbauwerkstatt Karl Schuke gebaut und 1993 erweitert.